# 香港補習文化
在香港學生學習文化中，補習十分流行。根據香港政府統計處統計，在2004/05年度，在小學至高中學生中，曾經補習的逾3成，在預科更有近5成。補習的學生平均花費8百港元以上。而根據香港青年協會在2009年的調查，中小學生補習的整體比率更提升至五成。

## 歷史
50至60年代香港開始有小規模的補習社出現，最早的大型補習社出現在1972年，是在西營盤第三街聖類斯預科夜校。
部分曾在聖類斯預科夜校執教的老師，現在還活躍於補習界。
香港有許多補習社提供在一般課堂學習以外的授課與練習，這些補習課程大多為應付上述的公開考試，課程主要以考試導向形式教授該科知識，重溫學校課堂上沒有教授的考試內容，又為學生提供模擬試題，教授考試答題技巧等。這類補習課程很受中學生歡迎，尤其高中生，坊間更充斥不少補習天王天后。
過往接受補習是負面標籤，它只針對成績稍遜的學生，以協助他們追上課程，內容以學校課程為主；及至九十年代，則補習被視為幫助尖子在考試脫穎而出的利器，內容轉變為應試技巧、操練試題、甚至猜估來年考題等。故此，近年補習教育已再非主流教育的影子，而是回應學生的應試需要。
由於許多學校都有條例，日校教師不可兼職，須使用假名，所以許多老師都習慣以英文名字如A. B. Chan或Peter Li示人，這種習慣至今仍在。

## 補習模式
在香港，補習可以分為以下幾種模式。

### 免費補習
- 例如：「陳校長免費補習天地」

### 上門補習
即私人補習，有不少家長認為子女功課不好，或者因工作問題希望找人照顧卻沒有能力聘請外傭，就聘請了一些導師上門補習，填補在「子女放學後」及「家長下班前」的時間空間，以一對一的模式進行。也有一些家長認為一對一教育是令學生吸收最多的，所以子女到達高年級的時候仍然選擇這種補習模式。
某些上門補習中介公司經常於不同媒體賣廣告，每月單是廣告費就花下數十萬，如買下RoadShow和牛奶公司旗下700店的廣告板獨市廣告、大型廣告牌、小巴廣告等，令其他曾受極一時但沒有巨額投資於廣告的上門補習中介公司，已日漸淘汰和沒落。
另一方面，由於私人補習賺取的時薪相對高昂，有不少高中及大學生希望賺取零用錢，也會加入這些上門導師行列。

### 電話補習
- 按用量收費：免月費，補一分鐘計一分鐘，收費較公平，且對用量少的用戶有利。

- 按月收費：可能會被濫用而對服務造成負荷，但對用量多的用戶有利。

- 电邮+电话：學生用電郵發問（可連同工作紙、試卷等需要咨询的內容拍成照片一同夾附），老師用電話講解，避免出现無人接聽電話或電話正在使用中的情况。

### 小型補習社
在小學至初中層面中，很多時候小型補習社也發揮了上門補習「填時間」的作用。由於香港的小型補習社多為小本經營，不少人視之為當老闆的捷徑發財而漠視教育理想，補習教師體罰學生（如以鐵尺打學生，以為家長「嚴格」教導子女作招倈）以得到補習「佳績」，更有心術不正者非禮女學生。但一般而言，小型補習社師資較上門補習有保證。至高中時期，學生一般較懂得自律，不用家長操心，補習社就主力教授及重溫課堂上不足的地方，同時操練舊試題。
和大型補習社不同的，是小型補習社每班一般不多於20人，有的採取小班教學，這是不少學生及家長所取的。此外，小型補習社多為小本經營，並非連鎖式經營。即使開設分校，也只會位於舊校附近，用作方便開設更多班，而非主動地拓展業務。
值得一提的是，不少大型補習社導師於成名前均曾於小型補習社任教。

### 連鎖式補習社
連鎖式補習社的覆蓋性高，分校遍佈港九新界，大多位於市中心，毗鄰港鐵站。
香港目前的補習市場有三大連鎖式補習社集團：
精英匯集團（遵理學校，港交所：01775.HK）、英皇教育和凝皓教育，前兩家已經上市。

連鎖式補習社以「考試導向」的形式教授中四至中六的香港中學文憑考試公開考試課程，提供考試答題技巧和講解學校課堂上沒有教授的考試內容，填補學校教育不足的地方。
基本上，全部連鎖式補習社及其老師都不會用市面上或者日校所使用的教科書作教學，大部分亦都只會使用由導師各自編寫的筆記在課上使用，並保留出版擁有權予自己及自己連鎖補習社母公司。
有連鎖補習社內曾經被發現，發生一位導師筆記內容抄襲另一位同公司的導師筆記內容，東窗事發後，抄襲方最終需要向被抄襲方導師公開道歉並解釋事緣，例如由於一位助手犯錯，自己把關不當等。若果此事發生於不同連鎖補習社之間，或者會造成嚴重後果。不過近年，補習傾向網絡化，有不少網上自營補習網店出現，使補習筆記再不是由連鎖式補習社壟斷，資源更多更廣，但相比連鎖式補習社，這些網店導師的筆記質素更傾向良莠不齊；市場的變化亦使一些小型補習社在網上售賣由負責人編寫的補習社筆記 ，從而減少了著作人和公司版權上的紛爭。
連鎖式補習老師普遍均認同所有日校和市面上的教科書大部分都質素參差，解釋不足，講述概念有錯誤，出版模式不當，甚至乎可能錯誤使用考評局中學文憑試(DSE)課程以外，而且已曾被禁止在DSE考試上使用的概念，加上過往試題數量少而且有部份更不設答案於教科書上。而這個現象發生的原因是，絕大多數有在香港寫教科書的“博士”，“碩士”，“老師”等，並不代表其對DSE考試制度，或者香港考評局內部對科目課程發展，擬卷的模式等，有相當的了解。
以上原因也是香港學生選擇跟隨連鎖補習社導師補習學習，而不選擇只是想幫學生追回少許進，使用會市面教科書練習教學的小型補習社。
課程普遍以香港考試及評核局歷屆試題（英語：past paper）和評分參考（英語：marking scheme）作為教材及標準答案，通過對課程大綱、考試規律進行總結和歸納，分析出題者的出題模式及佔分比重，並根據公開考試年報（英語：annual report）中的考生表現不滿意的題目或失分原因加以針對式應付，冠以巧立名目的宣傳字眼如「奸招」、「神技」、「獨門技巧」、「拆題思維」等，加上風趣幽默的口訣，傳授給補習學生，即是顧客。 
課程會提供模擬考試題操練，宣傳手法中另一個重點是預測公開試的試題，俗稱「貼題」或「Tip題」，中國內地稱為「押題」，讓學生可選擇性重點溫習，若果預測結果準確，即「貼中」，便會大肆宣傳自己，以表示自己貼題能力高。
坊間更充斥不少補習天王天后，更不惜大灑廣告宣傳費，到處刊登廣告，如巴士車身廣告，大廈外牆廣告橫額等，更會標榜在公開考試中取得最高成績A級、5**級的學生人數，冠以「市場領導」、「萬人之師」、「奪星戰績」等宣傳標語。
部份頂級名師年薪超過1000萬港元，比香港政務司司長年薪高一倍。但其實際收入是扣除了廣告宣傳費用的。而據遵理學校導師伍經衡指出，凡加入補習界的人一定要大學畢業，上課內容要具趣味性以及能充分表達自己。除了以上基本條件外，他們亦要具一定的名氣。當要加入補習界時，他們要自薦，並言明個人的賣點，或者經由內部挖角形式加入。
大部份的課堂，尤其遠離灣仔區，油尖旺區，荃灣區，沙田區及觀塘區的分校，都會以錄影班（Video班）為主要上課模式，即該補習教師預先在現場班（Live班）上課時拍攝講課的片段，然後存放於雲端，各分校需要上課時即可存取，減輕導師的工作壓力。但由於video班的學生失去了在課後直接向該教師詢問課堂不明白之處的機會，即使老師可能會留下聯絡方式，但回覆時間可能非常長甚至乎因為學生問題數量太多而忽略，因此部份意向上連鎖補習社導師課程的學生，會盡量遷就時間上現場班（Live班），除了在課上的氣氛遠較video班專心外，亦可以得到課後立即當場詢問問題,甚至抄回抄不及的手稿或筆記。
在場連鎖式補習社會在容許的情況下將分校內數個課室之間的牆壁拆除，再配以玻璃分隔（行内稱拖房或聯播房），部分收生率較高的頂級名師的Live班更會在同一分校内沒有與主房聯通的課室同步播放(行内稱聯播)，讓數個課室的學生能夠同時上同一名導師的課堂。
遵理學校更推出網上取籌服務，讓部分頂級名師的Live班學生節省排隊時間。然而使用遵理日校補習180元優惠報讀補習班的日校部學生則不能使用網上取籌。
現時有不少補習導師會在社交網站提供「免費問書服務」，解答在課後的學生疑難。
此外，這些補習社除了提供日常課堂外，也會提供與考試有關的服務，例如舉辦模擬試，讓學生了解在應考公開試前的不足和熟習考試模式。又例如會舉辦說話訓練，讓學生培養說話技巧。

### 流動補習社
流動補習社出現的原因，是由於香港舖租不斷飆升，而且部分學生的居住環境擠迫，難以提供補習空間，為了節省成本，有些補習老師在麥當勞、大家樂、星巴克等快餐店或咖啡室為學生補習。有老師指揮學生霸佔店內五、六個座位，實施一人一枱做功課，有時會引來食客注目、不滿，甚至出口指責。

### 專門式補習社
除了連鎖式補習社外，香港也有一些補習社是針對個別科目教授，其宣傳方法及經營手法十分貼近連鎖式補習社。
據香港中文大學《大學線月刊》報道，指出大學課程獨特，「大專生補習班」可協助大專生適應大專課程。

### 雲端補習
因2019冠状病毒病疫情影響，補習學校需要遵守教育局停課的指引停課。補習界轉向網上補習 （页面存档备份，存于），透過影片串流網站如YouTube，向學生授課。
而大型補習社主要使用自家的網上平台，讓導師在課室拍片並進行少量剪輯或後期製作後，放上平台讓學生看補習片。例如遵理學校更加自此增加了新網上補習班BClass業務，及後又與中國移動合作開辦同步課堂Pro，
然而，BClass方便學生只需領取筆記後，隨時隨地在家或自修室便可上課，又可以彈性調節速度快慢,對學生方便程度非常大。根據2020-2022年遵理的宣傳資料，有很多7科5**狀元也有以遵理 BClass報讀課程。
另外，AfterSchool （页面存档备份，存于）亦有類似的中文補習 （页面存档备份，存于）、英文補習 （页面存档备份，存于）、數學補習 （页面存档备份，存于）及網上補習片課程的發展。
疫症期間，小型補習社也開始使用軟件Zoom來進行補習。亦有補習社使用其他軟件例如google cloud link提供補習片提供補習服務。

## 盛行原因
補習班流行的原因，主要是因為香港從小學至專上教育前的學制下，都普遍實行以公開考試的成績作為主導的應試教育。除直接影響大學收生（JUPAS）的香港中學文憑，舊制度下的學制也有直接影響升讀中六（預科）及中一的呈分試及香港學業能力測驗（小學學能測驗）。無論是哪個考試，學生的公開考試成績直接地影響能接受的教育水平和類型，為在該等考試取得較好準備，補習成為他們其中一個多數的選擇。另外，有不少學生因為不適應/為了提早適應升中課程的變化，特別是英文和中文（廣東話）教學的差異而補習，兩者皆造就了香港的補習風氣。
有論者認為，現時補習則是市場導向所帶動，屬競爭性的拔尖教育，加上家長與學生抱著「有病醫病，無病補身」的心態，務求以金錢換取成績，致令補習產業日趨蓬勃。
- 香港的教育制度以成績決定一切，公開考試成績直接決定學生的前途
- 希望能以最短時間完成課程
- 補習班提供實用的應試技巧
- 筆記精簡而且包含學校教科書缺乏的重點，也有評卷準則、外國試題、「考試陷阱」等
- 認為補習教師的教學方式比日校教師更佳或更「考試導向」
- 日校教師的教學質素參差
- 預測試題準確
- 羊群心理，「人補我補」

## 宣傳方法

### 上門補習／小型補習社
上門補習的導師一般靠超市的免費客戶廣告或不同上門補習網站宣傳。

### 連鎖式補習社
連鎖式補習社經常在報章、巴士車身等賣廣告，廣告通常會把補習天王包裝成拯救者、超人之類，並會強調他們的往績，以「親身上陣，輕取佳績」作招徠，又冠以「補習天王」、「補習天后」、「捉路之王」、「考試專家」、「以一敵百」、「萬人之師」、「Econ King」（經濟科專家）、「化學教父」、「數神」、「物理技巧王」、「通識拆題王」等名銜。過往也曾出現補習天王和天后身穿古裝打扮成武俠小說角色或歷史人物的電視廣告。
參見：蕭源貼中試題風波
除此之外，不少導師會借新聞來宣傳自己。2007年香港中學會考，時任英皇教育導師蕭源成功預測中文作文的題目，帶來極大爭議，蕭源藉此接受不少傳媒訪問，獲得不少免費宣傳。多年前自開補習社的英文導師Joseph Li「貼中」題目，被廉署調查，其後他經常在廣告中大肆宣傳自己曾被廉署調查的事情，以證明自己「貼題」能力高，吸引學生報讀。
在公開考試成績公布後，補習社以獎學金吸引考取上等成績的學生登記，然後在報章、網站上公開這些學生的名單，顯示自己的教學能力高，學生能奪得優秀成績。不過，有部分補習社會技巧地加長奪優名單，把一些只在卷等級（粵語俗稱「細Grade」或「細分」）獲A的學生都計算在內，甚至會收買本來沒有報讀而奪A的考生。

## 有關法律問題
一般而言，法律問題較多出現於大型補習社。

### 教育部門方面
1997年8月，香港的教育署（現稱教育局）聯同香港警方往A1補習社調查，涉嫌該校的課程沒有註冊，而且每班學生超額。根據香港中學的規例，每班學生不得超過45人，但該校每班人數大幅超過這數目。自此，補習學校會採取不少取巧方法，避免觸犯法例：

- 補習學校將每個教室分為幾個小教室，但小教室和小教室間只以玻璃作分隔。
- 先把課堂拍成視像光碟，然後在其他時段和分校播放。另外每個教室設有「助手」，那些助手為大學畢業，符合法律要求。但一般只負責播放光碟和看管學生，甚至完全不懂得該科知識也不足為奇。
- 設視像課程，在另一間課室作現場直播。

在香港主權移交前，這些現象亦很常見，而當時的「補習天王」史偉全（史Sir）和C. Y. Tong舉辦的補習班亦經常爆滿，一個標準課室內塞滿超過一百人。

### 商業方面
一般而言，大型補習社都是以商業型式運作。由於部分補習導師極受學生歡迎，而且學費可以相當昂貴，補習社願意花巨額金錢把對手的補習導師招聘過來，然而這些補習導師通常與原補習社簽署了合約。這不時引起訴訟，向補習導師及對方補習社索償，往往牽涉數千萬港元的學費收入，同時也披露了補習導師的薪金極高，例子有：林溢欣、張欣欣、高式卡、范浩揚

## 爭議

### 知識方面
香港的補習風氣受到不少學者的批評；他們指這些補習班只著重應付公開考試，對學生的知識沒有幫助。而評論員梁亦華亦指出，補習社所著重的試卷操練，較少為學生提供廣闊的知識基礎，令課程變得狹窄。然而，部份補習教師則認為，這是香港教育制度的問題；即使一個學生知識豐富，但基於學生、家長、甚至社會大眾都認為「考試失敗就注定一生失敗」，粵語俗稱「一試定生死」，促使補習班愈來愈多，補習風氣愈來愈盛。

### 人格發展方面
評論員梁亦華引述海外研究指出，補習教學方針多以考試為本，較強調學生的無條件服從，並抑壓學生自信，發展創意及培養學習自主性。

### 課堂參與方面
有論者指出，如學生在上課前已接觸相關知識和應試技巧，可能會降低學生的課堂投入度，令教師難以要求學生服從他們的判斷和建議，從而影響日校課堂。

### 佔用課餘時間
2006年中學會考十優狀元余思遠於放榜後拒絕回母校和校長拍照，並轉校到港島區名校英皇書院，把功勞歸功於補習社。有學者反映這是本末倒置的行為。加上他向傳媒透露自己放棄不少課外活動，更加帶來爭議。
而無論是個人還是集團式補習，所花費的開支絕對不少，這不只於金錢的支出，也包括時間等不可見的開支。造成部分學生「早上上課，放學後上補習社」，影響學生課外活動的發展，甚至於正常學習的過程。而對於經濟能力不太好的家庭而言，每月數百甚至數千的補習費用實為極大的經濟負擔。

### 教育已淪落為消費者的學習體驗
香港大學教育學院院長貝磊（Mark Bray）教授，曾就補習社蔚然成風的現象作深入分析，他認為補習教育制度乃是依附學校教育生存的「影子教學」（shadow education system）。
補習社的營運模式和教學內容完全跟隨教育改革和應試的「遊戲規則」，家長一方面擔憂子女的成績，一方面又急於在子女身上看到回報，消費者(學生和家長)都很樂意接受這種商品化的消費。

### 部份補習教師涉及醜聞

#### 史偉全
1990年代創辦A1補習社教英文的第一代「補習天王」史偉全（史 Sir），1997年8月，被控以無牌經營補習社罪成，被法庭判罰款四萬五千元，並被揭發只有中五學歷。之後涉及多宗欠債官司，1999年5月被被法院頒令破產。2006年5月，史偉全再被控開出20張共六萬三千元「空頭」支票，被法庭裁定20項以欺騙手段逃避法律責任罪名成立，還柙兩周後，再被判罰社會服務令 120 小時。

#### 陳恒立
現代書院前經濟科的三十歲男教師陳恒立，於2008年12月，涉及以五百元利誘一名居於「兒童之家」的13歲少女，上門到旺角富榮花園寓所內為他提供口交及脫光任摸服務。2009年12月11日被九龍城法院裁定非禮罪成，被判監禁九個月。

#### 范浩揚
曾在英皇教育、現代教育、康橋教育、星河教育等補習機構擔任英文科補習導師的范浩揚（K. Oten），於2010年11月24日，被香港高等法院頒令破產。

#### 周頌賢
曾在現代教育擔任補習教師的周頌賢（C.Y.Chau 又名 Physics Chau），於2011年被偉鴻（香港）有限公司入稟區域法院追討欠付的五十萬元。

#### 李永海
曾在現代教育擔任化學科補習教師的李永海（Will Lee），於2009年12月被傳媒揭發涉嫌涉及一宗迷姦同校女老師疑案。

#### 蕭源
曾在現代教育擔任中文科補習導師的蕭源（原名蕭志勇），被控透過手機收發以取得中學文憑試的保密試題，2020年5月25日於屯門裁判法院被判入獄14個月。

#### 陳智勇
由現代教育轉職遵理學校任教英文科的導師陳智勇（Patrick Chan）及遵理學校，被補習社現代教育入稟高院，民事控告指兩被告擅自使用現代教育學生的照片作宣傳，要求法庭禁止繼續使用及作出賠償。

#### 彭詠嫺（自稱為Miss Wing）
勤舍學習中心前董事及補習導師彭詠嫺曾於2021年6月12日在一宗貪污調查中被拘捕，並於2023年4月被控串謀觸犯公職人員行為失當，涉嫌串謀德信學校前校長郭超群洩露該小學機密資料，包括小五及小六的考試和測驗題目，案件（編號︰DCCC 616 / 2023 ）將於2024年中旬在區域法院審訊。

## 流行文化

### 補習天王
源於90年代香港樂壇上出現四大天王，香港傳媒將各行各業收入豐厚的人稱為天王，「補習天王」一詞源於香港傳媒於90年代對連鎖補習社創辦人及導師史偉全的報導。

### 電視劇
香港有線電視於2007年首次自製的電視劇《補習天后》及無綫電視於2008年播映的《尖子攻略》以香港補習文化為背景。

### 媒體報導
- 東方日報《可大可小》[39]
- 香港電台《香港故事》第二集〈補習天王vs學校老師〉[40]
- 有線電視《有線精算俏佳人》[41]
- 紐約時報中文網 [42]
- 東周網[43]
- 蘋果日報[44]